# 井上隆智穗
井上隆智穗（日语：／，1963年9月5日—），在賽車界及日本國外更多以塔基·井上（英語：Taki Inoue、日语：／）为名活动，堪稱一級方程式裡有史以來最弱的賽車手，出生於日本兵庫縣神戶市，現居住於摩納哥。

## 賽車生涯
井上第一次參加賽車是在1985年的富士新人系列賽，並展開了他的賽車生涯，之後於1988年赴英國參加福特方程式比賽，隨後在1990年至1993年間參加了全日本三級方程式錦標賽，並在1994年參加了國際F3000方程式錦標賽。

### 一級方程式賽車

#### 生涯初期
1994年，井上靠著在F3000時期合作的贊助商進入了一級方程式賽車，並代表SIMTEK車隊參與了F1生涯的第一次比賽1994年日本大獎賽，儘管賽車毫無競爭力，但仍擠進了排位賽最後一名的名額，但由於正賽下大雨而導致賽道濕滑，井上因此在第3圈時如同片山右京與強尼·赫伯特一樣在同一圈打滑退賽。
1995年，井上加入了富特沃克車隊並成為正式車手，並參與了整個F1賽季。

#### 離奇的F1賽季生涯

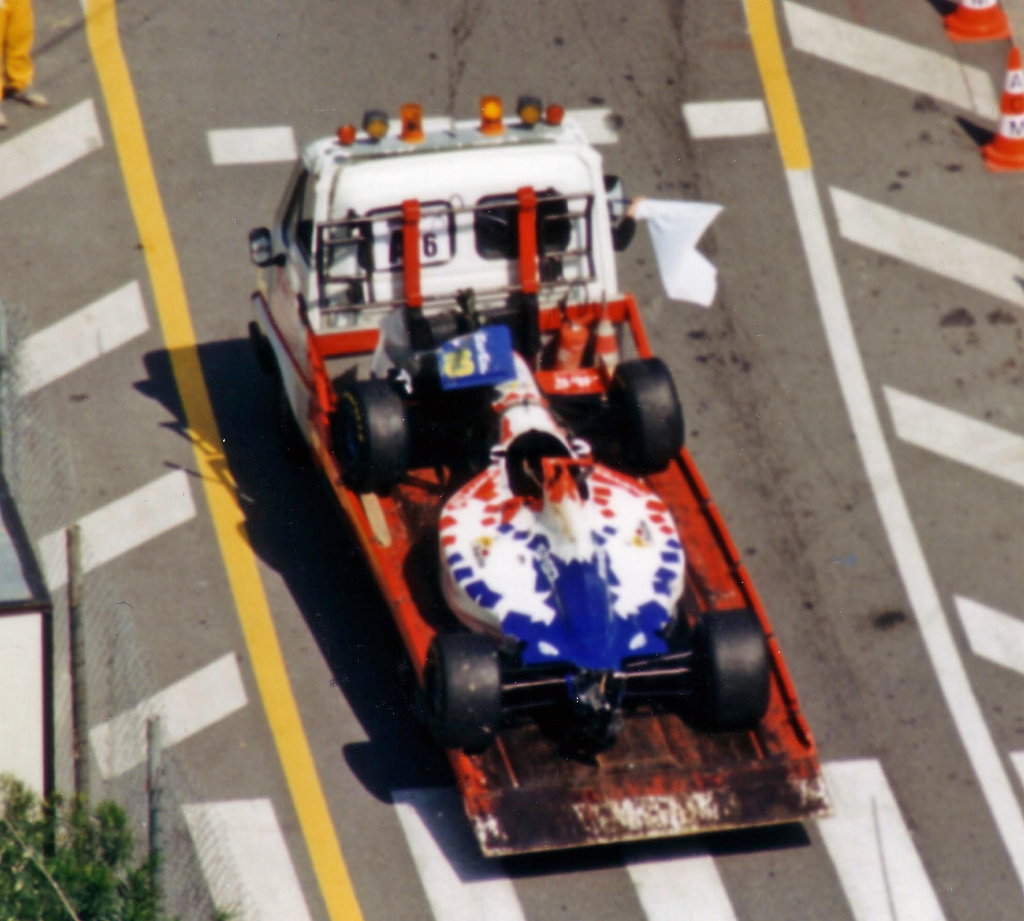
井上於1995年摩納哥大獎賽自由練習時因安全車追撞而受損的賽車，正由卡車送回維修站。

由於富特沃克車隊的FA16戰車不只引擎效能低落，且穩定性不足，使其在1995年賽季中的17場比賽就退出12場比賽，但仍以兩起離奇的「事蹟」為人所知：
- 1995年摩納哥大獎賽的週六自由練習中，井上的賽車由於機件故障被迫停靠在路邊，正在依靠拖車返回維修站時賽車卻被安全車由後方追撞，使得車尾受損，井上亦因此輕微腦震盪而送往醫院，但經過一夜的檢查後，被國際汽聯允許參與正賽。

- 1995年匈牙利大獎賽的正賽當中，井上因賽車遭遇引擎故障將賽車停靠於賽道旁，由於擔心引擎起火使底盤損壞，而試圖下車自己提著滅火器來滅火時，卻被醫療車從身後撞上；儘管送醫檢查後未有發現骨折，但此事仍導致井上的左腿受傷。[2][3]

這兩件在賽車界堪稱「奇妙」的事故，不論在當時還是現在仍是賽車迷茶餘飯後的笑料，但井上本人毫無在意，甚至在社群網站常拿這兩起事件的照片與影像來自嘲。

#### 1996年與離開F1
儘管1995年經歷了令人失望的賽季，1996年，富特沃克車隊仍與井上商議續約問題，然而途中車隊突然要求井上與米納爾迪車隊洽談，之後井上改與米納爾迪車隊簽下了合約。
但事情有所變卦，井上的贊助商突然決定不付贊助費，但他仍舊參與了米納爾迪車隊的新車發表會以及車隊位於費奧拉諾賽道的季前測試，而井上在與車隊商談後決定退出車隊，車隊於是找來了尚卡羅·費希切拉來替代他的位置，井上也同時結束了他的F1生涯。
退出一級方程式賽車之後，他回到日本參與了各種耐力賽與房車賽，之後於1999年退役，結束了其作為賽車手的生涯。

## 退役後
井上在退役之後曾做過各式各樣的工作，但基本仍跟賽車有關，比如贊助賽車手、贊助次級方程式的車隊或者成為賽車手的經紀人；亦曾經支援過笹原右京、佐藤萬璃音、佐藤公哉等年輕車手在歐洲的賽車賽事參賽，亦曾經協助過謝爾蓋·希洛金加入一級方程式賽車，後者並成功於2018年F1賽季在威廉斯車隊亮相。
在閒暇之餘，井上也在推特等社群網站上談論關於賽車界、以及各種對於政經等問題的意見，其特別對於方程式賽車的消息非常熟悉，甚至曾經在2011年底時，趕在所有媒體之前第一個爆料當時轉戰世界拉力錦標賽的賽車手奇米·雷克南即將回歸一級方程式賽車的消息而喧騰一時。
井上亦曾在2016年5月出版了一本名為（ISBN 978-4809412110）的關於一級方程式賽車的書籍。

## 外部連結
- 井上隆智穗的X（前Twitter）
- 井上隆智穗的Facebook專頁